# エアフロントオアシス (小牧市)
エアフロントオアシスは、愛知県小牧市にある公園である。県営名古屋空港に隣接しており、空港から離着陸する飛行機を間近で見ることができる。面積は0.5ha。

## 施設
- 見晴台
- 駐車場
- トイレ

## 所在地
- 愛知県小牧市大字小針字中宮357-1

## 交通手段
- こまき巡回バス「小針公園前」停留所下車。

## 周辺
- こまき楽の湯
- 航空館boon
- 尾張神社
- フィール小牧店

## その他
- 小針公園に隣接している。